# Chu Xuân Minh
Chu Xuân Minh (sinh ngày 20 tháng 1 năm 1956 - mất ngày 08 tháng 02 năm 2021) là một thẩm phán người Việt Nam. Ông hiện là Thẩm phán Tòa án nhân dân tối cao của Việt Nam, thành viên Hội đồng Thẩm phán Tòa án nhân dân tối cao, nguyên Hiệu trưởng Trường cán bộ Tòa án.

## Giáo dục
Chu Xuân Minh sinh ngày 20 tháng 1 năm 1956, quê quán tại xã Đồng Hóa, huyện Kim Bảng, tỉnh Hà Nam.
Ông có trình độ cử nhân Luật.
Chu Xuân Minh có bác ruột là Chu Văn Gia, Thẩm phán Tòa phúc thẩm Tòa án tối cao tại Hà Nội năm 1990.

## Sự nghiệp
Năm 1990, Chu Xuân Minh làm Thẩm phán Tòa phúc thẩm Tòa án tối cao tại Hà Nội.
Ông từng xét xử một số vụ án lớn như chủ tọa phiên tòa xử phúc thẩm vụ án Dung "Hà" (Vũ Thị Hoàng Dung, sinh năm 1965) ở thành phố Hải Phòng vào năm 1995 tội đánh bạc có tổ chức. Trước sự mua chuộc của băng đảng Dung Hà, ông không lung lay và đã xử y án sơ thẩm 7 năm tù giam đối với Dung Hà.
Năm 2001, ông là Thẩm phán Tòa Dân sự Tòa án nhân dân tối cao.
Năm 2013, Chu Xuân Minh là Hiệu trưởng Trường cán bộ Tòa án.
Tính đến năm 2013, ông có 35 năm làm thẩm phán trong đó ông làm Thẩm phán Tòa án nhân dân tối cao trong 25 năm.
Ngày 26 tháng 6 năm 2015, Quốc hội Việt Nam khóa 13 đã bỏ phiếu phê chuẩn đề nghị của Chánh án Tòa án nhân dân tối cao Trương Hòa Bình về việc bổ nhiệm ông làm Thẩm phán Tòa án nhân dân tối cao, với tỉ lệ đại biểu Quốc hội bỏ phiếu đồng ý phê chuẩn là 86,84% (471 phiếu hợp lệ - 1 phiếu không hợp lệ; 429 phiếu đồng ý – 42 phiếu không đồng ý). Lúc này ông đang là Thẩm phán Tòa án Nhân dân Tối cao, Hiệu trưởng Trường cán bộ Tòa án, thành viên Hội đồng Thẩm phán Tòa án nhân dân tối cao.